# Mary Roos
Mary Roos, née Marianne Rosemarie Schwab le 9 janvier 1949 à Bingen am Rhein, est une chanteuse allemande.

## Carrière
Elle représente son pays à l'Eurovision à deux reprises. En 1972, sa chanson Nur die Liebe lässt uns leben (Seul l'amour nous fait vivre) arrive à la 3e place (107 points) puis en 1984, la chanson Aufrecht gehen (Aller de l'avant) se hisse à la 13e place (34 points).
De 1971 à 1975, elle mène une carrière française, connaissant le succès avec le single Mélodie en sol, et publiant deux 33 tours en français en 1972 et 1973. 
Elle chante une adaptation en allemand de Comme d'habitude de Claude François sous le titre de So Leb Dein Leben (Vis ta vie) et participe, aux côtés de Xavier Gélin,  à la comédie musicale Un Enfant dans la ville de Michel Fugain.

## Vie privée
Elle a été mariée au chanteur Werner Böhm entre 1981 et 1989.